# Pop 100
De Pop 100 was een hitlijst die in de Verenigde Staten werd gebruikt. De lijst werd opgericht in februari 2005 door Billboard Magazine. De lijst was gebaseerd op de wekelijkse verkoop en downloads van een nummer. 

## Geschiedenis
Deze lijst is ontstaan door klachten over de Billboard Hot 100, de algemene Billboard-hitlijst. Veel mensen klaagden over het feit dat deze lijst voornamelijk gebaseerd was op hiphop en rap, zodat pop, rock, en country geen kans maakten in deze lijst. Ter illustratie, elke nummer 1-hit in 2004 was van een hiphop of rapartiest. Inmiddels is de lijst stopgezet en gedeeltelijk opgevangen door de Pop Songs-lijst.